# James Fenimore Cooper
James Fenimore Cooper (Burlington, Nova Jersey, 15 de setembre de 1789 - Cooperstown, Nova York, 14 de setembre de 1851) fou un novel·lista estatunidenc del Romanticisme molt influent en la literatura estatunidenca posterior.
Escrigué trenta-quatre novel·les d'aventures, en les quals narrà la vida dels pioners estatunidencs, sobre tot la dels del Far West i llurs pugnes amb els "pells-roges". Entre sa producció, destaquen Els pioners (The Pioneers, 1823), El darrer mohicà (The Last of the Mohicans, 1826), La planúria (The Prairie, 1827), El trampista (1840) i El caçador de cérvols (The Deerslyer, 1841).

## Biografia
Nascut al nucli de Burlington (població ubicada a l'interior de l'estat de Nova York fundada pel seu pare), va tenir una coneixença directa de la natura, atesa l'exuberància forestal de l'entorn on es crià. Després de tres anys d'estudis a la Universitat Yale, s'enrolà a la Marina dels Estats Units d'Amèrica. Abandonà el servei l'any 1811 amb la intenció de casar-se amb Susan DeLancey.
Fenimore Cooper va iniciar la seva carrera literària amb força retard, fins que va fer trenta anys. El seu primer llibre, Precaució (Precaution, 1820) és un relat devcaràcter convencional imitatiu, basat en les obres de Jane Austen. La seva novel·la següent, L'espia (The Spy, 1821), una composició a l'ombra de la influència de Walter Scott, va tenir un èxit considerable.
El 1823 va escriure Els pioners, obra de molt d'èxit que va ser l'inici de la sèrie de relats Leatherstocking Tales, que inclou també El darrer mohicà (The Last of the Mohicans, 1826), La planúria (1827), L'explorador (1840) i El caçador de cérvols (1841).
Cal fer també esment d'altres creacions independents, com El pilot (The Pilot, 1823), la primera obra situada en el context del món marí, o la trilogia composta per El brau (The Bravo, 1831), Els Heidenmauer (1832) i El botxí (1833), un retrat acurat del feudalisme medieval europeu.
Fenimore Cooper va entendre la seva obra des d'una perspectiva romàntica traslladada al Nou Món. La seva ferma convicció democràtica és palesa en obres com ara Carta als seus compatriotes (A Letter to His Countrymen, 1834), Els monikin (1835) o El demòcrata estatunidenc (The American Democrat, 1838), que posen de manifest la seva manera de pensar.
L'autor va viure els darrers anys de la seva vida a Cooperstown, on va cnrinuar escrivint obres del nivell de El desig del diable (Satanstoe, 1845), L'encadenat (The Chainbearer, 1845) o Els pells roges (The Red Skins, 1846), novel·les constituents de la trilogia titulada Littlepage que, en conjunt, defensen el poder de l'aristocràcia basat en la possessió de terres en contraposició a l'emergent vigor de la burgesia. El 14 de setembre de 1851 va morir a Cooperstown.